# Parikkala
Parikkala er en kommune i Finland. Den ligger i Sydfinlands len og er en del af regionen Sydkarelen. Kommunen havde i 2007 6.149 indbyggere og dækker et areal på 760,9 km² hvoraf 167,7 km² er vand. Kommunen er rent finsksproget.

## Historie
Parikkala ligger omkring Simpele søen og er den del af en egn, som er rig på bakker og højdedrag. Bopladser og artefakter kan spores tilbage til stenalderen og bronzealderen. En permanent bebyggelse blev grundlagt i det 15. århundrede. Mange grænsedragninger havde betydning for Parikkalas udvikling, fra Nöteborg-traktaten i 1323 til Paris Fredsaftalen i 1947. Efter 2. Verdenskrig blev 1/3 af Parikkalas areal overdraget til Sovjetunionen. Den ortodokse kirke har været meget indflydelsesrig i dette område siden Middelalderen. Senere blev Parikkala kendt for sine mange mejerier. Parikkala blev en selvstændig stad i 1617. I 2004 blev de tre byer Parikkala, Saari og Uukuniemi slået sammen til en kommune med navnet Parikkala.

## Uddannelse
En enhedsskole blev grundlagt i 1907 og det var en af de første skoler på landet i Ladogakarelen. I 1910 blev den første skolebygning med tre klasser bygget. Senere udvidedes skolen med gymnastiksal, aula og køkken. Der blev indkøbt et flygel til aulaen og de berømte finske kunstnere Toivo Kuula og Oskar Merikanto holdt koncerter her, når de besøgte Parikkala. Realskole blev det til i 1940 og de første klasser tog eksamen i 1943. De største årgange af elever var der i 1950'erne hvor over 500 elever gik på skolen. I dag er der i alle skoler i Parikkala 536 elever .

## Rejse og ruter
Parikkala ligger mellem hovedjernbanelinjen fra Helsinki til Joensuu. Jernbanestationen ligger midt i centrum af Parikkala. Rejsetiden fra Helsinki er omkring 3½ time. Alle passagertoge stopper i Parikkala. Hvis man vil til Savonlinna, som er en af de nærmeste byer, må man skifte i Parikkala. Byen Imatra ligger ca. 60 km syd for Parikkala.

### Overnatning
2 km syd for centrum ved hovedvej 6 er der en traditionel karelsk bygning ved navnKägönen. Navnet stammer fra den karelske dialekt og betyder gøg. 7 km nord for jernbanestationen ligger Särkisalmi hvor Hotel Lohikontti Arkiveret 14. oktober 2008 hos  Wayback Machine ligger. Der er også forskellige services og butik. Hotel Ladoga Gateway Arkiveret 9. maj 2008 hos  Wayback Machine ligger 7 km syd for centrum. Der er masser af hytter. Information om leje fås her: Lomarengas.

## Billedgalleri
- Kors ved vejen, hvor der tidligere lå en ortodoks landsby.
- Lutheranske kirke i Uukuniemi.
- Parikkalas gamle byvåben

## Eksterne links
- Parikkala kommune
- Beaches Arkiveret 27. september 2007 hos  Wayback Machine
- Vandreture og sightseeing
- Siikalahti vådområde Arkiveret 7. oktober 2006 hos  Wayback Machine
- Parikkalan Urheilijat – Atletik klub Arkiveret 2. januar 2009 hos  Wayback Machine
- Skynett Langames
- Forretninger i Parikkala Arkiveret 27. august 2006 hos  Wayback Machine